# 7461-es mellékút (Magyarország)
A 7461-es számú mellékút egy hét kilométer hosszú, négy számjegyű országos közút Vas vármegyében. Csörötnek, és rajta keresztül több kisebb, a Szentgotthárdi járáshoz tartozó település számára biztosít közúti összeköttetést a 8-as út felé.

## Nyomvonala
A 8-as útból ágazik ki, annak 178,050-es kilométerszelvénye közelében, Rátót közigazgatási területén. Dél felé indul, az ellenkező irányban ugyanitt ágazik ki a főútból a 87 308-as út, a MÁV 21-es számú Szombathely–Szentgotthárd-vasútvonalának Rátót megállóhelye felé. Kiágazása után szinte egyből nyugatnak, majd 150-200 méter után ismét délnek, újabb 150 méter után újból nyugatnak fordul, a neve ezen a kanyargós szakaszon Fő utca. Még mielőtt elérné a 800. méterszelvényét, ismét délnek fordul, itt a neve Ady Endre utca lesz.
Az 1,150 kilométerszelvénye táján kilép Rátót házai között és keresztezi a Vörös-patakot. 2,3 kilométer után elhalad a Rába fölött, egyúttal Rábagyarmat területére lép és apránként nyugatabbi irányt vesz. A 3. kilométerénél lép be ez utóbbi település házai közé, ismét délnek haladva és a Kocsis László utca nevet viselve, majd a 3,300-as kilométerszelvénye előtt éles, 90 fokos irányváltással nyugatnak fordul, és a Város utca nevet veszi fel. 3,9 kilométer után lép ki a település belterületéről, 5,3 kilométer megtételét követően pedig Csörötnek területére lép. 6,5 kilométer után éri el ez utóbbi község házait, ahol a Faluréti út nevet viseli. Ott ér véget, beletorkollva a 7453-as útba, annak 14,150-es kilométerszelvényénél.
Teljes hossza, az országos közutak térképes nyilvántartását szolgáló kira.gov.hu adatbázisa szerint 6,976 kilométer.

## Hídjai

### A rábagyarmati Rába-híd
Legjelentősebb hídja a rábagyarmati Rába-híd, az út 2,312-es kilométerszelvényében.
A mai híd 1967-1968 között épült, terveit a Közlekedési és Postaügyi Minisztérium szombathelyi közúti igazgatóságának megbízásából az Út- és Vasútépítési Tervező Vállalat (Uvaterv) készítette, a vezető tervező Néveri Imre volt. A kivitelezést a Hídépítő Vállalat részéről Encsy Balázs irányította, a próbaterhelés 1968. december 11-én zajlott, de a forgalomba helyezés már öt nappal korábban megtörtént. A híd építésének költsége az akkori árakon 5 083 000 forint volt.
Rábagyarmat a történelem folyamán nagy múltú, de aránylag kisebb jelentőségű rábai átkelőhely volt, stratégiai jelentőségére vonatkozóan - ha volt is - nem maradtak fent különösebb adatok. Leginkább a helyi mesteremberek által készített hidak állhattak itt a folyó fölött a korábbi évszázadokban, többek között ilyet jegyzett fel Bél Mátyás is.
1789-1790-ben Gasztony nemeseinek kérelmére a vármegye kisebb folyószabályozást végzett a térségben, egy kanyarulat átvágásával, ami viszont a környező települések lakói számára új nehézségeket okozott, valószínű, hogy újabb hidak, bürük építése vált szükségessé a szakaszon. Állandó, vasbeton híd azonban csak 1941-ben épült ezen a helyen.
Az akkor létesült, karcsú vonalvezetésű és takarékos anyagfelhasználású híd terveit Mistéth Endre készítette, ám az átkelőhely nem lehetett hosszú életű: 1945-ben a németek felrobbantották. Helyén 1954-ben, ideiglenes jelleggel egy hétnyílású, 3 méter széles, 66 méter hosszú fahíd épült. Az 1967-68-ban épült híd szerkezeti hossza 62,5 méter, nyílásközei merőlegesen mérve 15,13 + 22,42 + 15,13, ferdén (a híd tengelyével párhuzamosan) mérve 15,36 + 22,77 + 15,36 méteresek.

### Egyéb hidak
További két jelentősebb híd található az út hosszában, ezek az alábbiak:
- 1,146-os kilométerszelvényében a Lahn-patak hídja Rátóton, ez 1973-ban épült;
- 6,212-es kilométerszelvényében a Huszászi-patak hídja Csörötneken, ez 1949-ben épült.[1]